# Liste ungarischer Schachspieler
Die Liste ungarischer Schachspieler enthält Schachspieler, die für den ungarischen Schachverband spielberechtigt sind oder waren und mindestens eine der folgenden Bedingungen erfüllen:
- Träger einer der folgenden FIDE-Titel: Großmeister, Ehren-Großmeister, Internationaler Meister, Großmeisterin der Frauen, Ehren-Großmeisterin der Frauen, Internationale Meisterin der Frauen;
- Träger einer der folgenden ICCF-Titel: Großmeister, Verdienter Internationaler Meister, Internationaler Meister, Großmeisterin der Frauen, Internationale Meisterin der Frauen;
- Gewinn einer nationalen Einzelmeisterschaft.

## A
- Lajos Ábel (* 1944), Internationaler Meister
- István Abonyi (1886–1942), historischer Meister
- Péter Ács (* 1981), Großmeister
- Gergely Aczél (* 1991), Großmeister
- András Adorján (1950–2023), Großmeister, ungarischer Meister
- István Almási (* 1973), Internationaler Meister
- Zoltán Almási (* 1976), Großmeister, ungarischer Meister
- Emil Anka (* 1969), Großmeister
- Gergely Antal (* 1985), Großmeister
- Lajos Asztalos (1889–1956), Internationaler Meister, ungarischer Meister[1]
- Rita Atkins (* 1969), Internationale Meisterin der Frauen, ungarische Meisterin der Frauen[2]

## B
- Máté Bagi (* 1995), Internationaler Meister
- Attila Bagonyai (1964–2010), Internationaler Meister
- Elek Bakonyi (1904–1982), historischer Meister
- Zoltán von Balla (1883–1945), ungarischer Meister
- Imre Balog (* 1991), Großmeister
- Csaba Balogh (* 1987), Großmeister
- János Balogh (1892–1980), Internationaler Fernschachmeister[3]
- Tamás Bánusz (* 1989), Großmeister
- Zsigmond Barász (1878–1935), ungarischer Meister
- Gedeon Barcza (1911–1986), Großmeister, ungarischer Meister, Internationaler Fernschachmeister
- László Bárczay (1936–2016), Großmeister, Fernschachgroßmeister
- János Bata (ca. 1910–1985), Internationaler Fernschachmeister
- Miklós Bély (1913–1970), Internationaler Meister
- Pál Benkő (1928–2019), Großmeister, ungarischer Meister[4]
- Csaba Bérczes (* 1986), Internationaler Meister
- Dávid Bérczes (* 1990), Großmeister
- Ferenc Berebora (* 1966), Internationaler Meister
- Bela Berger (1931–2005), Internationaler Meister[5]
- Ferenc Berkes (* 1985), Großmeister, ungarischer Meister
- István Bézi, Internationaler Fernschachmeister
- István Bilek (1932–2010), Großmeister, ungarischer Meister
- István Blaskó (* 1983), Internationaler Meister
- Jevgenyij Boguszlavszkij (* 1945), Internationaler Meister
- Albert Bokros (* 1982), Internationaler Meister
- Marcell Borhy (* 2005), Internationaler Meister
- Oleg Boricsev (* 1968), Internationaler Meister[6]
- István Böröcz (* 1970), Internationaler Meister
- Dénes Boros (* 1988), Großmeister
- Iván Bottlik (* 1934), Internationaler Fernschachmeister
- József Brandics (* 1955), Internationaler Meister
- Gyula Breyer (1893–1921), ungarischer Meister
- Sándor Brilla-Bánfalvi (1914–1998), Fernschachgroßmeister, ungarischer Meister

## C
- Cao Sang (* 1973), Großmeister[7]
- Rudolf Charousek (1873–1900), historischer Meister
- Gyula Chrobák, Verdienter Internationaler Meister im Fernschach
- Mariann Csatári (* 1965), Internationale Meisterin der Frauen
- László Cserna (1954–1987), Internationaler Meister
- Alexander Csernyin (* 1960), Großmeister[8]
- Csaba Csiszár (* 1972), Internationaler Meister
- Adrienn Csőke (* 1973), Internationale Meisterin der Frauen
- Etelka Csom (* 1965), Internationale Fernschachmeisterin der Frauen
- István Csom (1940–2021), Großmeister, ungarischer Meister
- Attila István Csonka (* 1979), Internationaler Meister
- Balázs Csonka (* 1997), Internationaler Meister
- Tünde Csonkics (* 1958), Großmeisterin der Frauen
- Erzsébet Cynolter-Bognárné (1937–2016), Internationale Fernschachmeisterin der Frauen
- Attila Czebe (* 1975), Großmeister

## D
- Nándor Dalkó (1912–1974), Internationaler Fernschachmeister
- Péter Dely (1934–2012), Ehrengroßmeister, Internationaler Meister, ungarischer Meister
- Jelena Dembo (* 1983), Internationaler Meister, Großmeisterin der Frauen, ungarische Meisterin der Frauen[9]
- Dorina Demeter (* 2005), Internationale Meisterin der Frauen
- József Dobos (* 1961), Internationaler Meister
- Zsófia Dolník-Domány (* 1988), Internationale Meisterin der Frauen[10]
- Jenő Döry (* 1951), Internationaler Meister
- Eszter Dudás (* 1991), Internationale Meisterin der Frauen
- János Dudás (* 1973), Internationaler Meister
- Gleb Dudin (* 2004), Internationaler Meister[11]

## E
- Edit Egerland (* 1958), Internationale Meisterin der Frauen
- Gyula Emődi (* 1950), Internationaler Meister
- László Eperjesi (1943–2023), Internationaler Meister
- Tamás Erdélyi (1953–2017), Internationaler Meister
- Viktor Erdős (* 1987), Großmeister
- Ferenc Erkel (1810–1893), historischer Meister

## F
- Ferenc Fábri (* 1946), Internationaler Fernschachmeister
- Imre Fáncsy (* 1974), Internationaler Meister
- Iván Faragó (1946–2022), Großmeister, ungarischer Meister
- Sándor Faragó (* 1956), Internationaler Meister
- Tibor Farkas (* 1969), Internationaler Meister[12]
- Zsolt Farkas (* 1970), Verdienter Internationaler Meister im Fernschach
- Gyula Fehér (* 1959), Internationaler Meister
- János Flesch (1933–1983), Großmeister[13]
- Tibor Flórián (1919–1990), Internationaler Meister, ungarischer Meister
- András Flumbort (* 1984), Großmeister
- István Fodor (* 1937), Internationaler Fernschachmeister
- Tamás Fodor (* 1991), Großmeister
- Tibor Fogarasi (* 1969), Großmeister
- József Főldi (* 1933), Internationaler Fernschachmeister
- Gyula Forgács (* 1958), Internationaler Meister
- Leó Forgács (1881–1930), ungarischer Meister
- Éva Forgó (* 1966), Internationale Meisterin der Frauen, ungarische Meisterin der Frauen
- Győző Forintos (1935–2018), Großmeister, ungarischer Meister
- Géza Füster (1910–1990), Internationaler Meister, ungarischer Meister[14]

## G

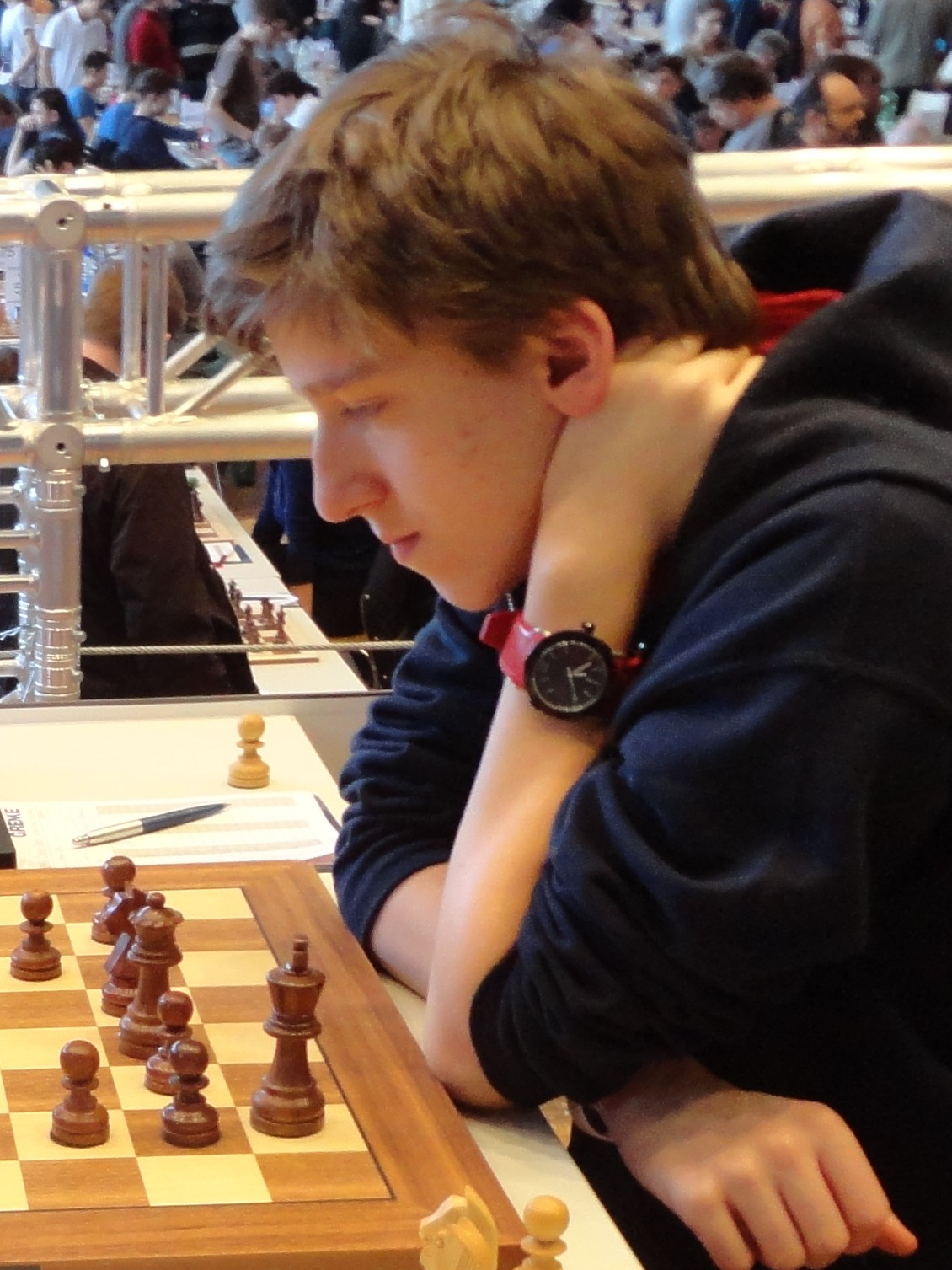
Benjámin Gledura 2016 in Karlsruhe, wurde 2009 in Batumi Jugendeuropameister U10

- Miklós Galyas (* 1978), Internationaler Meister
- Anita Gara (* 1983), Internationaler Meister, Großmeisterin der Frauen, ungarische Meisterin der Frauen
- Tícia Gara (* 1984), Großmeisterin der Frauen, ungarische Meisterin der Frauen
- Ernő Gereben (1907–1988), Internationaler Meister[15]
- Attila Gergacz (* 1990), Internationaler Meister
- Pavlos Gesos (* 1945), Internationaler Meister[16]
- Gábor Glatt (* 1952), Fernschachgroßmeister
- Benjámin Gledura (* 1999), Großmeister
- Melinda Göcző (* 1983), Internationale Meisterin der Frauen
- László Gonda (* 1988), Großmeister
- István Gosztola (* 1951), Internationaler Fernschachmeister
- Mónika Grábics (* 1976), Großmeisterin der Frauen, ungarische Meisterin der Frauen
- Mária Grosch (* 1954), Internationale Meisterin der Frauen
- Attila Grószpéter (* 1960), Großmeister
- Zoltán Gyimesi (* 1977), Großmeister, ungarischer Meister
- Lajos Györkös (* 1958), Internationaler Meister, Internationaler Fernschachmeister

## H
- Ervin Haág (1933–2018), Internationaler Meister, Internationaler Fernschachmeister
- Zoltán Hajnal (* 1980), Internationaler Meister
- József Hajtun (1924–2006), historischer Meister
- Tamás Halász (* 1957), Internationaler Meister
- Péter Hardicsay (* 1952), Internationaler Meister
- Tünde Hargitay, Internationale Fernschachmeisterin der Frauen
- Bianka Havanecz (* 1994), Internationale Meisterin der Frauen, ungarische Meisterin der Frauen
- Gergő Havasi (* 2001), Internationaler Meister
- Kornél Havasi (1892–1945), ungarischer Meister
- László Hazai (* 1953), Internationaler Meister
- Imre Héra (* 1986), Großmeister
- Hoàng Thanh Trang (* 1980), Großmeister, Großmeisterin der Frauen[17]
- Károly Honfi (1930–1996), Ehrengroßmeister, Internationaler Meister, Internationaler Fernschachmeister
- Károlyné Honfi (1933–2010), Internationale Meisterin der Frauen
- Lujza Honfi-Gurszky (* 1933), Internationale Fernschachmeisterin der Frauen
- Ádám Horváth (* 1981), Großmeister
- Csaba Horváth (* 1968), Großmeister, ungarischer Meister
- Dávid Horváth (* 1995), Internationaler Meister
- Gyula Horváth (1951–2020), Internationaler Meister
- Imre Horváth (1956–2014), Internationaler Meister
- József Horváth (* 1964), Großmeister
- Júlia Horváth (* 1960), Internationale Meisterin der Frauen
- Miklósné Horváth (* 1967), Internationale Fernschachmeisterin der Frauen
- Péter Horváth (* 1972), Großmeister
- Tamás Horváth (* 1951), Internationaler Meister
- Flórián Hujbert (* 1990), Internationaler Meister[18]

## I
- Mária Ignácz (* 1990), Internationale Meisterin der Frauen
- Lajos Istvándi (* 1967), Internationaler Meister
- Mária Ivánka-Budinsky (* 1950), Großmeisterin der Frauen
- Gyula Izsák (1973–2024), Internationaler Meister

## J
- Attila Jakab (* 1984), Internationaler Meister
- László Jakobetz (* 1967), Verdienter Internationaler Meister im Fernschach
- Natalie Jamalia (* 1987), Internationale Meisterin der Frauen[19]
- Ervin Jánosi (1936–2015), Verdienter Internationaler Meister im Fernschach
- Csaba Jergler, Verdienter Internationaler Meister im Fernschach
- Ármin Juhász (* 1998), Internationaler Meister
- Kristóf Juhász (* 1994), Internationaler Meister

## K
- Flórián Kaczúr (* 1998), Internationaler Meister
- Evarth Kahn (* 1972), Internationaler Meister
- Gábor Kállai (1959–2021), Großmeister
- Gergely Kántor (* 1999), Großmeister
- Miklós Káposztás (1939–2021), Internationaler Meister
- Éva Karakas (1922–1995), Großmeisterin der Frauen, ungarische Meisterin der Frauen
- Irén Károly (1932–2021), ungarische Meisterin der Frauen
- Tibor Károlyi (* 1961), Internationaler Meister, ungarischer Meister
- László Karsa (* 1955), Internationaler Meister
- Rita Kas-Fromm (* 1956), Internationale Meisterin der Frauen[20]
- Pál Kénez, Internationaler Fernschachmeister
- Gézáné Késő, Internationale Fernschachmeisterin der Frauen
- Attila Kiss (* 1959), Internationaler Meister, Verdienter Internationaler Meister im Fernschach
- Fernanda Kiss (* 1979), Internationale Meisterin der Frauen
- Pál Kiss (* 1963), Internationaler Meister
- Gyula Kluger (1914–1994), Internationaler Meister
- Ferenc Köberl (1916–1974), historischer Meister
- Ignaz von Kolisch (1837–1889), historischer Meister
- János Könnyű (* 1985), Internationaler Meister
- Imre Kóródy Keresztély (1905–1969), historischer Meister
- Bence Korpa (* 1998), Großmeister
- Gábor Kovács (* 1977), Internationaler Meister
- Klára Kovács (* 1994), Internationale Meisterin der Frauen
- László Kovács (1938–2000), Internationaler Meister
- Zoltán Kovács (* 1944), Internationaler Fernschachmeister
- Ádám Kozák (* 2002), Großmeister
- Gyuláné Krizsán-Bilek (* 1938), Internationale Meisterin der Frauen
- László Krizsány (* 1971), Internationaler Meister
- Alex Krstulović (* 2003), Internationaler Meister
- Valér Krutti (* 1966), Internationaler Meister
- Sándor Kustár (* 1968), Internationaler Meister

## L
- Nikoletta Lakos (* 1978), Großmeisterin der Frauen, ungarische Meisterin der Frauen
- Józsa Lángos (1911–1987), Internationale Meisterin der Frauen
- Szidónia Lázárné-Vajda (* 1979), Internationaler Meister, Großmeisterin der Frauen, ungarische Meisterin der Frauen[21]
- Péter Lékó (* 1979), Großmeister
- Béla Lengyel (1949–2017), Internationaler Meister
- Levente Lengyel (1933–2014), Großmeister
- Andor Lilienthal (1911–2010), Großmeister[22]
- László Liptay (* 1937), Internationaler Meister
- Péter Lizak (* 1991), Internationaler Meister
- Johann Jacob Löwenthal (1810–1876), historischer Meister
- Péter Lukács (* 1950), Großmeister, ungarischer Meister

## M
- Ildikó Mádl (* 1969), Internationaler Meister, Großmeisterin der Frauen, ungarische Meisterin der Frauen
- Zsuzsa Makai (1945–1987), Internationale Meisterin der Frauen[23]
- Gyula Makovetz (1860–1903), historischer Meister
- Annamária Marjanovic (* 2001), Großmeisterin der Frauen
- Géza Maróczy (1870–1951), Großmeister, ungarischer Meister
- Gáspár Máthé (1959–2023), Internationaler Meister
- Nóra Medvegy (* 1977), Internationaler Meister, Großmeisterin der Frauen, ungarische Meisterin der Frauen
- Zoltán Medvegy (* 1979), Großmeister
- Csaba Meleghegyi (1941–2004), Internationaler Meister, Fernschachgroßmeister
- András Mészáros (* 1956), Internationaler Meister
- Gyula Mészáros (* 1967), Internationaler Meister
- Tamás Mészáros (* 1985), Internationaler Meister
- József Mihalkó (* 1960), Verdienter Internationaler Meister im Fernschach
- Barbara Mihók-Juhász (* 1995), Internationale Meisterin der Frauen
- Olivér Mihók (* 1993), Großmeister[24]
- Béla Molnár (* 1965), Internationaler Meister
- Lajos Monostori (1914–1994), Internationaler Fernschachmeister
- Kálmán Mosonyi (1915–1997), Internationaler Fernschachmeister

## N
- Ervin Nagy (* 1945), Internationaler Meister
- Gábor Nagy (* 1994), Großmeister
- Géza Nagy (1892–1953), Internationaler Meister, ungarischer Meister
- László Navarovszky (1933–1996), Internationaler Meister
- György Négyesy (1893–1992), historischer Meister
- Mária Németh (* 1965), Fernschachgroßmeisterin der Frauen
- Miklós Németh (* 1986), Internationaler Meister
- Zoltán Németh (* 1959), Internationaler Meister
- Josef Noa (1856–1903), historischer Meister

## O
- Sándor Orgován (* 1958), Internationaler Meister
- Miklós Orsó (* 1956), Internationaler Meister
- András Ozsváth (1929–2015), Internationaler Fernschachmeister

## P
- József Pálkövi (* 1967), Internationaler Meister
- Gyula Pap (* 1991), Großmeister
- Gábor Papp (* 1987), Großmeister
- Petra Papp (* 1993), Großmeisterin der Frauen, ungarische Meisterin der Frauen
- Attila Párkányi (* 1968), Internationaler Meister
- Győző Pataki (* 1983), Internationaler Meister
- János Percze (* 1966), Verdienter Internationaler Meister im Fernschach
- Ferenc Peredy (* 1972), Internationaler Meister
- Béla Perényi (1953–1988), Internationaler Meister
- Ambrus Peter (* 1970), Internationaler Meister
- Pál Petrán (* 1946), Internationaler Meister
- Gábor Pintér (* 1984), Internationaler Meister
- József Pintér (* 1953), Großmeister, ungarischer Meister
- Márta Pintérné Kovács (* 1962), Internationale Meisterin der Frauen
- Gábor Pirisi (* 1958), Internationaler Meister
- József Pogáts (1928–2004), historischer Meister
- Judit Polgár (* 1976), Großmeister, ungarischer Meister, Großmeisterin der Frauen
- Zsófia Polgár (* 1974), Internationaler Meister, Großmeisterin der Frauen
- Zsuzsa Polgár (* 1969), Großmeister, Weltmeisterin der Frauen, Großmeisterin der Frauen[25]
- Ádám Popovics (* 1986), Internationaler Meister
- Ferenc Portisch (* 1939), Internationaler Meister
- Lajos Portisch (* 1937), Großmeister, ungarischer Meister
- Mária Porubszky-Angyalosine (* 1945), Internationale Meisterin der Frauen
- Péter Prohászka (* 1992), Großmeister

## R
- George Rajna (* 1947), Internationaler Meister[26]
- Jovana Rapport (* 1992), Großmeisterin der Frauen[27]
- Richárd Rapport (* 1996), Großmeister, ungarischer Meister[28]
- Tibor Reiss (* 1985), Internationaler Meister
- Pál Réthy (1905–1962), historischer Meister
- Zoltán Ribli (* 1951), Großmeister, ungarischer Meister
- János Rigó (1948–2020), Internationaler Meister
- Róbert Ruck (* 1977), Großmeister, ungarischer Meister
- Anna Rudolf (* 1987), Internationaler Meister, Großmeisterin der Frauen, ungarische Meisterin der Frauen

## S
- Béla Salamon, Internationaler Fernschachmeister
- Béla Sándor (1919–1978), Internationaler Meister, ungarischer Meister
- László Sápi (* 1935), Internationaler Meister
- Zoltán Sárosi (* 1958), Internationaler Meister
- Zoltán Sárosy (1906–2017), Internationaler Fernschachmeister[29]
- Tamás Sasvári (* 1953), Fernschachgroßmeister
- Gyula Sax (1951–2014), Großmeister, ungarischer Meister
- Attila Schneider (1955–2003), Internationaler Meister, ungarischer Meister
- Veronika Schneider (* 1987), Großmeisterin der Frauen
- István Schrancz (1943–2018), Verdienter Internationaler Meister im Fernschach
- Lajos Seres (* 1973), Großmeister
- Zoltán Siklósi (* 1955), Internationaler Meister
- István Sinka (* 1967), Verdienter Internationaler Meister im Fernschach
- Péter Sinkovics (* 1949), Internationaler Meister
- István Sipos (* 1987), Internationaler Meister
- Sanan Sjugirow (* 1993), Großmeister[30]
- Árpád Soós (* 1970), Internationaler Meister
- Endre Steiner (1901–1944), historischer Meister
- Herman Steiner (1905–1955), Internationaler Meister[31]
- Lajos Steiner (1903–1975), Internationaler Meister, ungarischer Meister[32]
- Károly Sterk (1881–1946), historischer Meister
- Bence Szabó (* 1994), Internationaler Meister
- Krisztián Szabó (* 1989), Großmeister
- László Szabó (1917–1998), Großmeister, ungarischer Meister
- Zsolt József Szabó (1977–2013), Internationaler Meister
- János Szabolcsi (* 1952), Internationaler Meister
- Kornél Szalai (* 1986), Internationaler Meister
- Emil Szalánczy (* 1953), Internationaler Meister
- Ádám Szeberényi (* 1983), Internationaler Meister
- Péter Székely (1955–2003), Großmeister
- József Szén (1805–1857), historischer Meister
- Ádám Szieberth (* 1967), Internationaler Meister
- György Szilágyi (1921–1992), Internationaler Meister
- Péter Szilágyi (1937–2019), Internationaler Meister
- József Szily (1913–1976), Internationaler Meister
- Erika Sziva (* 1967), Großmeisterin der Frauen[33]
- Balázs Szűk (* 1977), Internationaler Meister

## T
- József Tábor (* 1936), Internationaler Meister
- Balázs Takács (* 1987), Internationaler Meister
- Sándor Takács (1893–1932), historischer Meister
- László Tapasztó Binet (* 1930), venezolanischer Meister[34]
- Szabolcs Tátar Kis (* 1973), Internationaler Meister
- Julianna Terbe (* 1997), Internationale Meisterin der Frauen
- Zsuzsanna Terbe (* 1997), Internationale Meisterin der Frauen
- Zsolt Tímár (* 1969), Verdienter Internationaler Meister im Fernschach
- Lajos Tipary (1911–1973), historischer Meister
- Nhat Minh To (* 1991), Internationaler Meister
- Tibor Tolnai (* 1964), Großmeister
- János Tompa (* 1947), Internationaler Meister
- Róbert Torma (* 1986), Internationaler Meister
- András Tóth (* 1981), Internationaler Meister
- Bela Toth (* 1943), Internationaler Meister, Fernschachgroßmeister[35]
- Ervin Tóth (* 1990), Internationaler Meister
- Gyula Tóth, Internationaler Fernschachmeister
- Lili Tóth (* 1986), Internationale Meisterin der Frauen
- Miklós Träger, Verdienter Internationaler Meister im Fernschach
- Attila Turzó (* 1978), Internationaler Meister

## U
- Tamás Utasi (1962–1991), Internationaler Meister

## V
- László Vadász (1948–2005), Großmeister
- Árpád Vajda (1896–1967), Internationaler Meister, ungarischer Meister
- Viktor Váradi (* 1983), Internationaler Meister
- Imre Varasdy (* 1952), Internationaler Meister
- Péter Varga (* 1974), Internationaler Meister
- Zoltán Varga (* 1970), Großmeister, ungarischer Meister
- Endre Végh (* 1957), Internationaler Meister
- Róbert Veress (* 1951), Internationaler Fernschachmeister
- Zsuzsa Verőci (* 1949), Großmeisterin der Frauen
- Attila Vertetics (* 1985), Internationaler Meister
- Sándor Vidéki (* 1966), Internationaler Meister
- Béla Vigh (1944–2002), Internationaler Meister

## W
- Miksa Weiß (1857–1927), historischer Meister
- Laszlo Witt (1933–2005), Internationaler Meister[36]

## Z
- Juri Zimmerman (* 1961), Internationaler Meister[37]
- László Zsinka (1953–2013), Internationaler Meister